# Classe Irene
A Classe Irene foi a primeira classe de cruzadores protegidos operada pela Marinha Imperial Alemã, composta pelo SMS Irene e SMS Prinzess Wilhelm. Suas construções começaram em 1886 e foram lançados ao mar em 1887, sendo comissionados na frota alemã em 1888 e 1889. Discussões surgiram no início da década de 1880 sobre a necessidade de se construir cruzadores para substituírem as já obsoletas corvetas da Marinha Imperial. Entretanto, como Dieta Imperial não estava disposta a conceder muito dinheiro para suas construções, o projeto dos navios precisou ser elaborado para que servissem na frota de batalha e no exterior, em vez de serem otimizados para uma das funções.
Os dois cruzadores da Classe Irene eram armados com uma bateria principal composta por catorze canhões de 149 milímetros todos instalados em montagens individuais. Tinham um comprimento de fora a fora de 103 metros, uma boca de catorze metros, um calado de seis metros e um deslocamento carregado de cinco mil toneladas. Seus sistemas de propulsão eram compostos por quatro caldeiras a carvão que alimentavam dois motores de dupla expansão, que por sua vez giravam duas hélices até uma velocidade máxima de dezoito nós (33 quilômetros por hora). A única proteção que os navios tinham era um único convés blindado cuja espessura ficava entre cinquenta e 75 milímetros.
Os dois navios começaram suas carreiras atuando na Alemanha, frequentemente sendo destacados para escoltar o iate SMY Hohenzollern. O Irene foi enviado para a Divisão da Ásia Oriental em 1894, sendo seguido pelo Prinzess Wilhelm no ano seguinte. Este segundo participou em 1897 da tomada do Baía de Kiaochau da China, transformando o local na principal base naval alemã no Extremo Oriente. O Prinzess Wilhelm voltou para casa em 1899 e foi descomissionado, já o Irene permaneceu na Ásia por mais alguns anos até também retornar em 1901 e ser descomissionado. Os dois nunca mais voltaram ao serviço e foram usados em deveres secundários até serem desmontados em 1922.

## Desenvolvimento
O general de infantaria Leo von Caprivi se tornou em 1883 o Chefe do Almirantado Imperial. A principal questão que as grandes marinhas do mundo estavam enfrentando na época era que tipo de cruzador deveriam construir para substituir as obsoletas corvetas que tinham sido construídas nas décadas de 1860 e 1870. Cruzadores poderiam ser otimizados para serviço com a frota principal ou no estrangeiro. Grandes marinhas podiam arcar com a construção de navios especializados para cada função, mas não a Marinha Imperial Alemã, pois a Dieta Imperial não estava disposta a conceder os orçamentos. Além disso, um programa de construção iniciado em 1873 já tinha sido completado, o que tirou de Caprivi a capacidade de usar um plano já aprovado para justificar cruzadores. A prática anterior de construir corvetas à vela para uso no estrangeiro e avisos para defesa contra embarcações menores era insustentável.
Apesar da relutância da Dieta em financiar novos navios, as embarcações mais antigas da frota precisavam de substituição; o próximo navio que estava programado para ser substituído era a antiga fragata SMS Elisabeth. Caprivi inicialmente pediu dinheiro para substituir o navio em 1883, mas isto foi negado. Ele era um general que passou sua carreira inteira no Exército Alemão e assim criou em 16 de janeiro de 1894 um Conselho do Almirantado para aconselhá-lo, com as especificidades do próximo cruzador a ser construído estando entre os tópicos. O conselho recomendou uma embarcação que tivesse uma navegabilidade suficiente para permitir operações em todos os mares e climas, velocidade suficiente para alcançar ou escapar de prováveis oponentes, autonomia necessária para operações de longo alcance e poder de fogo grande o bastante para derrotar oponentes esperados, mas que isto não excedesse cinco a oito por cento do deslocamento. A questão foi discutida pelo conselho em mais reuniões em janeiro, com Caprivi as registrando em um memorando de 11 de março. Este documento estabeleciam suas ideias para o futuro geral da construção naval, incluindo requerimentos para cruzadores.
Os trabalhos de refinamento começaram e o conselho estabeleceu um deslocamento de 3,5 mil toneladas, armamento de canhões de 149 milímetros e três tubos de torpedo, velocidade de dezessete nós (31 quilômetros por hora) e uma autonomia de cinco mil milhas náuticas (9,3 mil quilômetros) para o cruzador de 1ª classe. Já para o cruzador de 2ª classe, o deslocamento seria de 2,2 mil toneladas e todas as outras categorias teriam especificações reduzidas. O engenheiro Alfred Dietrich começou a transformar esses parâmetros em um projeto de verdade, mas rapidamente determinou que um navio com essas especificações não poderia ser construído com o deslocamento disponibilizado. Ele ampliou o projeto do cruzador de 1ª classe para um deslocamento de 4,3 mil toneladas, finalizando-o em 28 de abril de 1885. Caprivi aprovou os planos em 1º de maio.
Os historiadores Hans Hildebrand, Albert Röhr e Hans-Otto Steinmetz comentaram que o projeto da Classe Irene tinha "todas as desvantagens de um meio-termo", com os navios provando-se inadequados como cruzadores para a frota. O historiador Dirk Nottelmann concordou com esse pensamento, dizendo que eles "não eram adequados para trabalho com a frota nem para as tarefas cada vez maiores em águas distantes, como tem sido o caso para a maioria dos projetos de propósito duplo até hoje".

## Projeto

### Características

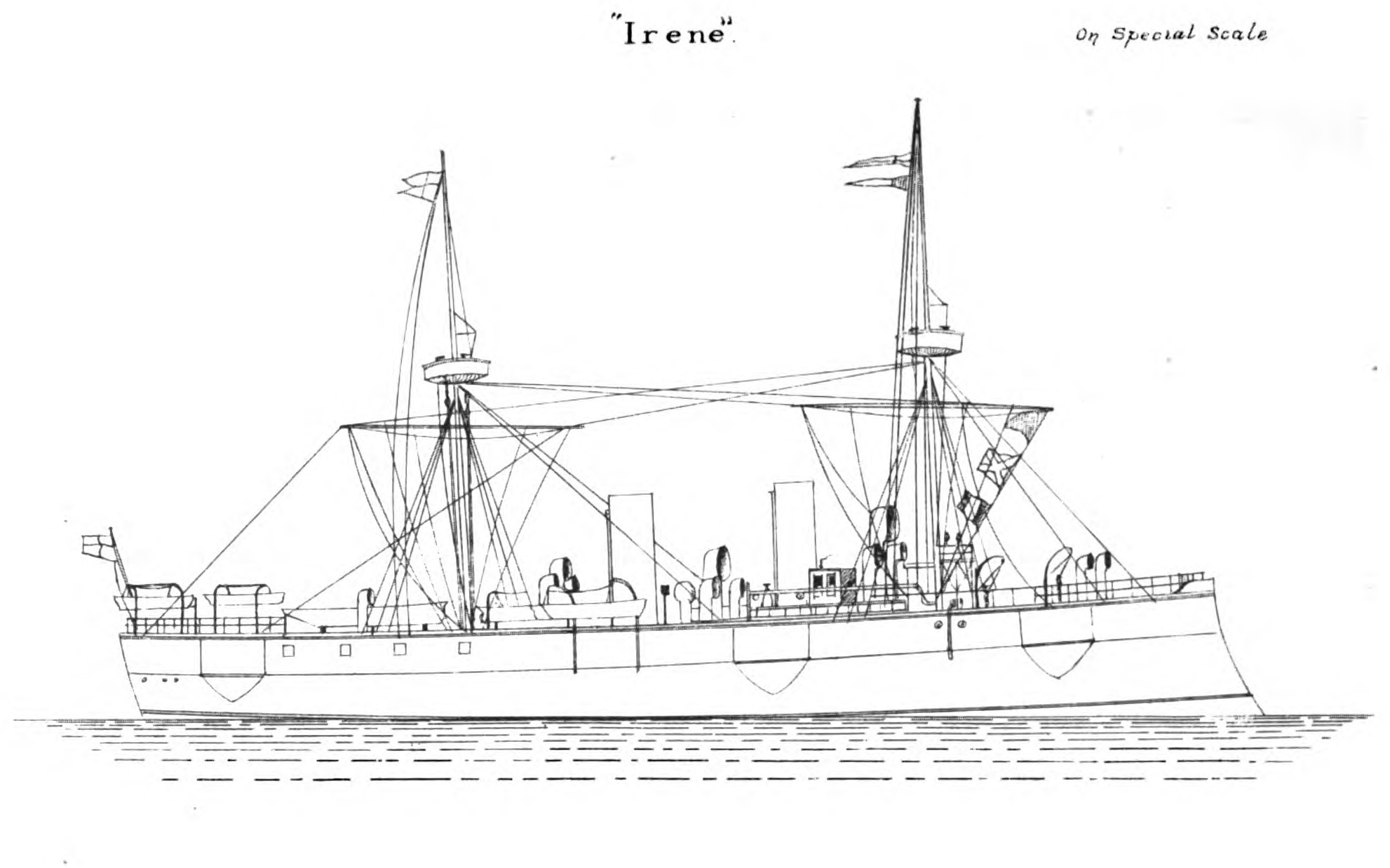
Desenho da Classe Irene

Os navios tinham 98,9 metros de comprimento da linha de flutuação e 103,7 metros de comprimento de fora a fora. Tinham uma boca de 14,2 metros e um calado de 6,74 metros à vante. O deslocamento normal era de 4 271 toneladas e deslocamento carregado de 5 027 toneladas. Os cascos foram construídos com armações de aço transversais e longitudinais, enquanto os cascos externos eram cobertos de tábuas de madeira revestidos de cobre Muntz para impedir bioincrustações. A proa era feita de bronze abaixo da linha de flutuação e de ferro acima. Haviam dez compartimentos estanques e um fundo duplo que se estendia por 49 por cento do comprimento.
Foi considerado que os cruzadores tinham boa navegabilidade; se comportavam bem contra o vento e eram responsivos. Sofriam perdas mínimas de velocidade em viradas totais e tinham balanços e arfadas moderadas. Navegavam a apenas metade da velocidades em mares bravios, pois sofriam de fraquezas estruturais no castelo de proa. Tinham uma altura metacêntrica transversal de 69 a 72 centímetros. Suas tripulações eram compostas por 28 oficiais e 337 marinheiros. Carregavam várias embarcações menores, incluindo dois barcos de piquete, uma pinaça, dois cúteres, um yawl e dois botes. Plataformas de holofotes ficavam acima do mastro de vante treze metros acima da linha de flutuação.

### Propulsão
O sistema de propulsão consistia em dois motores a vapor horizontais de dupla expansão de dois cilindros, cada um girando uma hélice. Os motores foram montados horizontalmente para caberem embaixo do convés blindado. O Irene foi equipado com hélices de três lâminas de 4,5 metros de diâmetro, já o Prinzess Wilhelm tinha hélices de quatro lâminas com 4,7 metros de diâmetro. O vapor vinha de quatro caldeiras de fogo-tubo a carvão e cuja exaustão era expelida por duas chaminés. Os motores do Irene foram fabricados pela Wolfsche e os do Prinzess Wilhelm pela AG Germania. As embarcações eram equipadas com dois geradores elétricos que produziam 23 quilowatts a 67 volts. O Prinzess Wilhelm foi posteriormente equipado com três geradores que juntos produziam 33 quilowatts a 110 volts. A direção era controlada por um único leme.
Os motores tinham uma potência indicada de oito mil cavalos-vapor (5 880 quilowatts) para uma velocidade máxima de dezoito nós (33 quilômetros por hora), porém durante testes marítimos o Irene alcançou 18,1 nós (33,5 quilômetros por hora) e o Prinzess Wilhelm fez 18,5 nós (34,3 quilômetros por hora). Os cruzadores tinham uma autonomia de aproximadamente 2 490 milhas náuticas (4 610 quilômetros) a uma velocidade de cruzeiro de nove nós (dezessete quilômetros por hora). Dietrich, apesar da exigência de uma autonomia de cinco mil milhas náuticas, não conseguiu aumentar o armazenamento significativamente na versão ampliada do projeto. Além disso, os motores fabricados pela Wolfsche eram notoriamente ineficientes. Para piorar a situação, o arranjo horizontal limitava o curso do pistão, o que reduzia ainda mais a eficiência.

### Armamento e blindagem

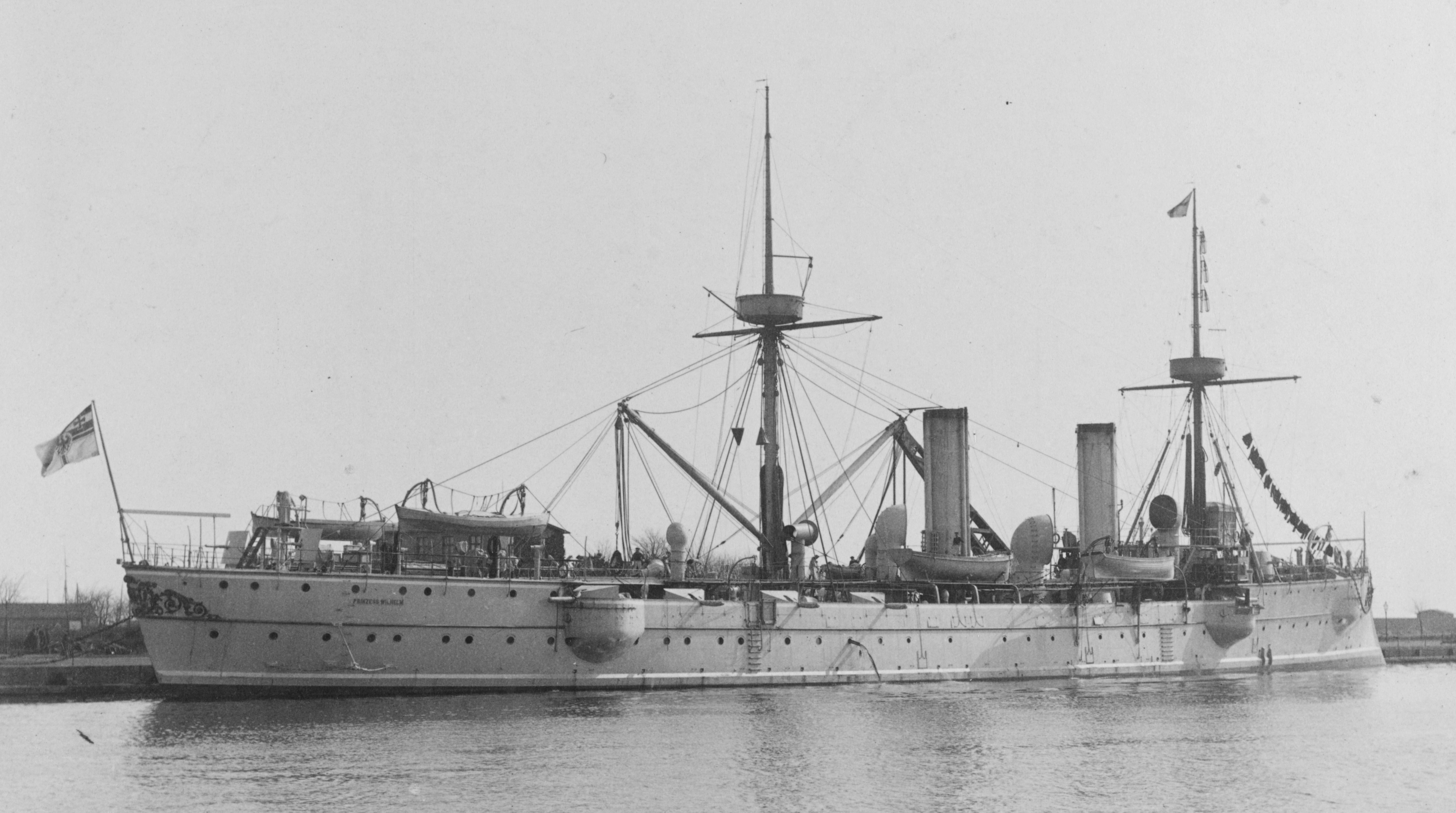
O Prinzess Wilhelm c. 1893–1899

Os navios foram armados com uma bateria principal composta por quatro canhões calibre 30 de 149 milímetros em montagens pedestais individuais, cada um com um carregamento de quatrocentos projéteis. Essas armas ficavam em plataformas externas no casco, duas em cada lateral. Tinham um alcance de 8,5 quilômetros. Também tinha dez canhões calibre 22 de 149 milímetros em montagens individuais. O alcance destas armas eram muito menores, de 5,4 quilômetros. O armamento também tinha seis canhões revólver de 37 milímetros para defesa contra barcos torpedeiros. Também eram equipados com três tubos de torpedo de 350 milímetros; dois ficavam em lançadores no convés e o terceiro na proa abaixo da linha de flutuação. O carregamento total era de oito torpedos.
Eram protegidos por uma blindagem de aço composto. O convés tinha duas camadas: as partes planas tinham vinte e trinta milímetros de espessura para um total de cinquenta milímetros. Nas laterais o convés inclinava para baixo e as espessuras aumentavam para vinte e 55 milímetros, totalizando 75 milímetros. A braçola tinha 120 milímetros com duzentos milímetros de teca. A torre de comando tinha laterais de cinquenta milímetros e teto de vinte milímetros. Haviam ensecadeiras de cortiça para conter inundações em caso de danos abaixo da linha de flutuação.

### Modificações
Os dois navios foram modernizados no Estaleiro Imperial de Wilhelmshaven entre 1892 e 1893. O armamento foi aprimorado significativamente; os quatro canhões calibre 30 de 149 milímetros foram substituídos por modelos calibre 35 que tinham um alcance de dez quilômetros. Oito canhões calibre 35 de 105 milímetros foram instalados no lugar das armas calibre 22 de 149 milímetros, enquanto seis canhões de cinquenta milímetros também foram adicionados. Estas últimas foram colocadas em pares, duas na popa, duas à meia-nau e duas nas laterais do mastro de vante. As alterações no armamento permitiram que que o número de oficiais fosse reduzido para dezessete, porém o número de marinheiros aumentou para 357. Alguns equipamentos foram removidos para reduzir peso, incluindo redes antitorpedo, uma caldeira auxiliar, o guincho a vapor usado para içar os barcos e outros equipamentos variados. A altura das chaminés foi aumentada. O Irene também teve suas amuradas abaixadas e suas correntes de âncora alteradas.
O Prinzess Wilhelm recebeu uma pequena reforma entre 1903 e 1905 que incluiu o aumento do seu armazenamento de carvão, algo alcançado pela redução em dois terços da capacidade de projéteis de 149 milímetros. Também teve um holofote instalado em seu mastro de vante. O Irene não passou por uma reforma similar.

## Navios
| Navio            | Construtor    | Batimento    | Lançamento             | Comissionamento        | Destino             |
| ---------------- | ------------- | ------------ | ---------------------- | ---------------------- | ------------------- |
| Irene            | AG Vulcan     | maio de 1886 | 23 de julho de 1887    | 25 de maio de 1888     | Desmontados em 1922 |
| Prinzess Wilhelm | Germaniawerft | maio de 1886 | 22 de setembro de 1887 | 19 de novembro de 1889 | Desmontados em 1922 |

## Carreiras

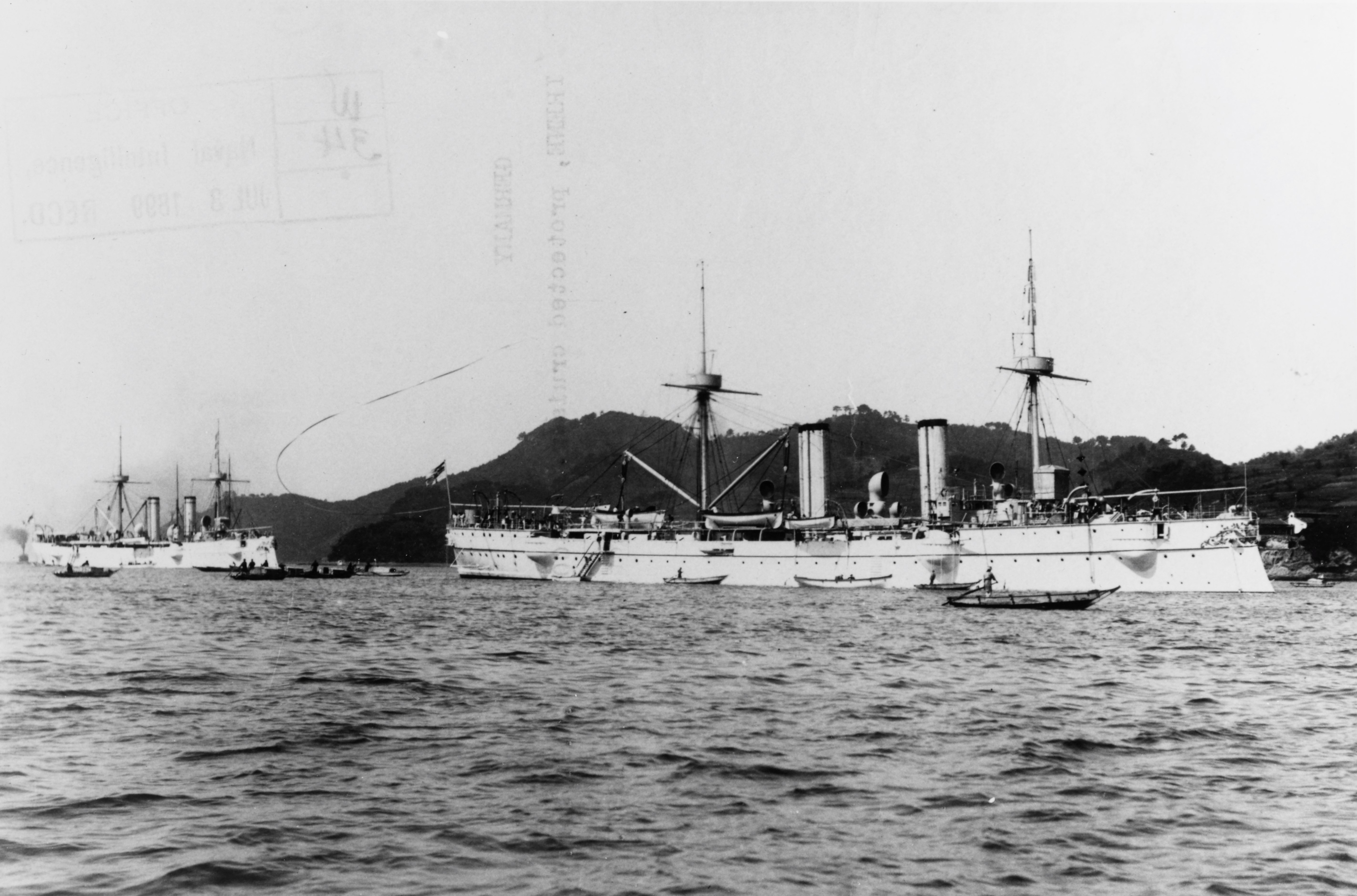
O Prinzess Wilhelm (esquerda) e o Irene (direita) c. 1895–1899

Tanto o Irene quanto o Prinzess Wilhelm serviram em águas domésticas nos primeiros anos de suas carreiras, sendo frequentemente destacados para escoltar o iate imperial SMY Hohenzollern em cruzeiros pela Europa. O Irene acompanhou o Hohenzollern pelo Mar Mediterrâneo entre 1889 e 1890, já o Prinzess Wilhelm o acompanhou em vários cruzeiros pelo norte da Europa. O Prinzess Wilhelm também foi para o Mediterrâneo em 1892 para representar a Alemanha nas celebrações marcando o aniversário de quatrocentos anos da viagem de Cristóvão Colombo à América do Norte. Os dois passaram por reformas no início da década de 1890.
O Irene foi enviado para a Divisão da Ásia Oriental no Extremo Oriente em 1894, sendo seguido pelo Prinzess Wilhelm no ano seguinte. Este foi um dos três navios alemães que participaram em novembro de 1897 da captura do Território Arrendado da Baía de Kiaochau da China. O Irene não participou porque estava na época em uma doca seca passando por manutenção em seus motores. Desta forma, a Divisão da Ásia Oriental foi reorganizada como a Esquadra da Ásia Oriental. Os dois foram para as Filipinas em 1898 logo depois da Batalha de Cavite, durante a Guerra Hispano-Americana. O vice-almirante Otto von Diederichs, o comandante da esquadra, tentou usar a crise como uma oportunidade para tomar outra base naval para a Alemanha, mas não conseguiu.
O Prinzess Wilhelm voltou para a Alemanha em 1899 e foi descomissionado, passando por reformas até 1903. O Irene voltou para casa em 1901, também sendo descomissionado mas não modernizado. Os dois permaneceram fora de serviço até o início da Primeira Guerra Mundial em 1914, quando passaram a ser usado em deveres secundários por serem considerados obsoletos. O Irene foi convertido em um navio auxiliar para submarinos, servindo nesta função até 1921, sendo então vendido como sucata e desmontado no ano seguinte. O Prinzess Wilhelm foi transformado em um depósito flutuante de minas navais, também sendo descartado como sucata e desmontado em 1922.